# Paul Mombert
Paul Karl Mombert (* 9. November 1876 in Karlsruhe; † 8. Dezember 1938 in Stuttgart) war ein deutscher Nationalökonom.

## Leben und Werk
Paul Mombert entstammte einer in Karlsruhe ansässigen jüdisch-deutschen Unternehmerfamilie. Seine Eltern waren der Kaufmann Jakob Mombert († 1894) und dessen Ehefrau Auguste, geb. Rosenthal. Der Vater betrieb mit seinen Brüdern Eduard (1829–1901) und Hermann eine Hemdenfabrik. Einer von Pauls Cousins war der Dichter Alfred Mombert.
Er studierte Nationalökonomie in Heidelberg, Leipzig, Berlin und München. Da diese noch nicht als eigenständiges Universitätsfach etabliert war, musste das Studium zusätzliche Fächer umfassen, wobei er Geschichts- und Rechtswissenschaft wählte. 1902 wurde er von Lujo Brentano zum Dr. oec. publ. promoviert. 1906 habilitierte er sich an der Universität Freiburg und erhielt die Lehrbefugnis für Volkswirtschaft, Finanzwissenschaft und Statistik an der Rechts- und Staatswissenschaftlichen Fakultät. Hier wirkte er zunächst als Privatdozent und ab 1911 als außerplanmäßiger Professor.
Angeregt durch Brentano beschäftigte er sich mit Bevölkerungstheorie und -politik, und nun durch seinen Kollegen Karl Diehl mit dogmengeschichtlichen, konjunkturtheoretischen und finanzwissenschaftlichen Studien.
Mombert war Kriegsteilnehmer am I. Weltkrieg.
1922 wurde er als Nachfolger von August Skalweit an die Justus-Liebig-Universität Gießen zum ordentlichen Professor auf den Lehrstuhl für Nationalökonomie berufen. Mit Friedrich Lenz und Extraordinarius Ernst Günther baute er aus Étienne Laspeyres einstigem Statistischen Institut einen modernen wirtschaftswissenschaftlichen Lehr- und Forschungsbetrieb auf.
1933 wurde er infolge des Gesetzes zur Wiederherstellung des Berufsbeamtentums entlassen, durch Unterstützung des Rektors im folgenden Jahr in den Ruhestand versetzt. Er konnte noch bis 1937  in Deutschland veröffentlichen, zuletzt in Ungarn. Trotz schwerer Erkrankung wurde er am 9. November 1938 im Zuge der Novemberpogrome im KZ Welzheim, Amtsgerichtsgefängnis, inhaftiert, zwar bald wieder entlassen, verstarb jedoch kurz darauf an den Haftfolgen in Stuttgart, wo er zuletzt als Privatgelehrter im Ruhestand gelebt hatte.
Sein Buch Bevölkerungslehre (1929) fand über die Fachgrenzen hinaus in und außerhalb Deutschlands Anerkennung als Standardwerk zu Bevölkerungsgeschichte und Bevölkerungstheorie.
Seit 1908 Paul Mombert mit Nellie Gieser, Tochter von Hermann Gieser, Kaufmann in Mannheim, seit 1881 in Frankfurt, und dessen Ehefrau Josephine Pfann, verheiratet. Zwei Söhne kamen in Freiburg zur Welt. Für die Mitglieder der Familie Mombert existieren Stolpersteine vor deren Wohnhaus in Gießen, Moltekestraße 18.